# Augustin Michel
Pour les articles homonymes, voir Michel.
Augustin Michel, né le 26 avril 1882 à Yssingeaux dans la Haute-Loire où il est mort le 18 septembre 1970, est un avocat et homme politique français.

## biographie
Fils d'un ancien député d'Yssingeaux, il devient docteur en droit et avocat. Lui aussi attiré par la vie politique, il devient maire de sa ville natale en 1929, puis conseiller général de la Haute-Loire entre 1927 et 1939. En 1932, il se présente aux élections législatives sous les couleurs de la conservatrice Fédération républicaine. Il bat d'extrême justesse un autre candidat conservateur, le député sortant Joseph Antier, ancien membre de la Fédération passé au Parti démocrate populaire.
Réélu en 1936, dès le premier tour, il se montre un député actif, intervenant sur des sujets très divers. Le 10 juillet 1940, Augustin Michel vote en faveur de la remise des pleins pouvoirs au Maréchal Pétain et demeure maire de sa commune jusqu'en 1944.

## Sources
- « Augustin Michel », dans le Dictionnaire des parlementaires français (1889-1940), sous la direction de Jean Jolly, PUF, 1960 [détail de l’édition]